# Kensuke Kondo
Kensuke Kondo (近藤 健介, Kondō Kensuke, Chiba, 9 de agosto de 1993) é um jogador de beisebol japonês, que joga na posição de receptor (catcher).

## Carreira
Kondo compôs o elenco da Seleção Japonesa de Beisebol nos Jogos Olímpicos de Verão de 2020 em Tóquio, onde conquistou a medalha de ouro após derrotar a equipe dos Estados Unidos na final da competição por 2–0.